# 彰化縣立和美高級中學
彰化縣立和美高級中學，位於彰化縣和美鎮的一所普通型高級中等學校。

## 校史
- 1947年八月設校，正式命名為臺灣省立彰化中學和美分部。

- 1956年八月，改為臺灣省立彰化中學暨鹿港中學和美聯合分部。

- 1957年八月獨立，正式命名為彰化縣立和美初級中學。

- 1968年八月，正式實施九年國民義務教育，改名為彰化縣立和美國民中學。

- 2013年八月，高中部成立，更名為「彰化縣立和美高級中學」[1]。

## 歷任校長
| 時間起迄              | 屆數     | 校長姓名 |
| --------------------- | -------- | -------- |
|                       | 第一屆   | 于占魁   |
|                       | 第二屆   | 蔣超俊   |
|                       | 第三屆   | 趙錦水   |
|                       | 第四屆   | 周肇煒   |
|                       | 第五屆   | 張芸亭   |
|                       | 第六屆   | 劉國英   |
|                       | 第七屆   | 常百超   |
| 1998.02.01~2003.01.31 | 第八屆   | 林金城   |
| 2003.02.01~2007.01.31 | 第九屆   | 吳水順   |
| 2007.02.01~2019.01.31 | 第十屆   | 李得泰   |
| 2019.02.01~2019.07.31 | 代理     | 溫家男   |
| 2019.08.01~今         | 第十一屆 | 徐進將   |

## 知名校友
國中部
- 黃寶川：前彰化縣議員。
- 柯金德：前彰化縣議員。
- 施淑珍：前彰化縣議員。
- 王水川：前和美鎮長。
- 阮厚爵：前和美鎮長。
- 王昭仁：現任耀億工業董事長。
- 林庚壬：現任和美鎮長。
- 王贊景：現任耀億工業總經理。
- 陳建成：和美鎮農會理事長。
- 李明成：前和美鎮農會理事長。
- 鄭曜忠:現任國立彰化師範大學教授，曾任國立彰化女中、國立新化高中校長

## 外部連結
- 和美高中首頁 （页面存档备份，存于）